# Исламская партия Афганистана (Юнус Халес)
Исламская партия Афганистана (партия Юнуса Халеса) (пушту حزب اسلامی خالص) — является афганской политической партией, основанной Юнусом Халесом, который отделился от общей Исламской партии Афганистана под руководством Гульбеддина Хекматияра, и сформировал свою собственную группу сопротивления в 1979 г.

## Участие вГражданской войне в Афганистане
Партия Халеса входила в состав «Пешаварской семерки», которая боролась против советского присутствия в Афганистане. Среди его самых известных командиров Абдул Хак, Амин Вардак, Джалалуддин Хаккани и основатель Талибана, Мулла Омар.
С победой моджахедов и крахом коммунистического правления в Афганистане весной 1992 года партия Халеса входила в состав Исламского коалиционного правительства Исламского Государства Афганистана. Но более поздняя гражданская война в Афганистане после согласованных поставок афганских групп о разделении власти и единства партии с Исламским Государством Афганистан, чтобы это закончилось. Во время восстания талибов Юнус Халес и его партия поддержали их и присоединились к талибам. После падения правительства талибов он объявил войну американским войскам в Афганистане и скрывался. Он умер 20 июля 2006 года.

## После смерти Юнуса Халеса
После смерти Юнуса Халеса, в 2006 году между его сыном Анваром аль-Хаком Муджахидом, официальным лицом движения «Талибан», и Азизуллой Дином Мохаммадом, губернатором Кабула в правительстве Карзая, вспыхнуло соперничество за руководство партией. Азизулла Дин Мохаммад поддержал Ашрафа Гани Ахмадзая от имени этой партии на президентских выборах в Афганистане в 2014 году.